# 干葉
| ウィキペディアには「干葉」という見出しの百科事典記事はありません（タイトルに「干葉」を含むページの一覧/「干葉」で始まるページの一覧）。 代わりにウィクショナリーのページ「干葉」が役に立つかもしれません。 |